# Crassula aquatica
Crassula aquatica és una espècie de planta suculenta del gènere Crassula de la família de les Crassulaceae.

## Etimologia
- Crassula: nom genèric que prové del llatí crassus, que significa 'gruixut', en referència a les fulles suculentes del gènere.[1]
- aquatica: epítet llatí que significa 'aquàtica', en referència al seu hàbitat.[1]

## Sinonímia[2]
- Tillaea aquatica L. (1753) / Bulliarda aquatica (L.) DC (1828) / Tillaeastrum aquaticum (L.) Britton (1903) / Hydrophila aquatica (L.) House (1920)
- Tillaea prostrata Schkuhr (1794)
- Tillaea simplex  Nuttall  (1817)
- Tillaea ascendens Eaton (1818)
- Tillaea angustifolia Nuttall ex Torrey & Gray (1840)
- Bulliarda borealis Gandoger (1886)
- Elatine tetrandra Maximowicz (1888)